# Окно отеля
«Окно отеля» (англ. Hotel Window) — картина американского художника-реалиста Эдварда Хоппера, написанная в 1955 году. В 2006 году была продана за $26,7 млн., что стало рекордной ценой за картины Хоппера на тот момент.

## Описание
Про Окно отеля сам Хоппер писал: «В этом нет ничего точного, только импровизация. Это не какое-то особенный вестибюль отеля, но я много раз гулял по Тридцатой улице от Бродвея до Пятой авеню, и там много дрянных отелей. Это, вероятно, и навеяло сюжет. Одиночество? Да, я думаю, что получилась более одиноко, чем я планировал».
Окно отеля является классическим примером исследования Хоппером темы изоляции в американской городской жизни в XX-м веке. На картине изображена изящно одетая пожилая женщина, сидящая на темно-синем диване в безымянном вестибюле гостиницы. Она рассеянно смотрит в затемненное окно. Вся работа выражает одиночество и отчужденность.
29 ноября 2006 года картина была продана на аукционе Сотбис за $26,7 млн., тем самым установив, на тот момент, рекорд стоимости для картин Хоппера.